# Gaute Helstrup
Gaute Ugelstad Helstrup (Tromsø, 15 maggio 1976) è un allenatore di calcio ed ex calciatore norvegese, di ruolo centrocampista.

## Caratteristiche tecniche

### Giocatore
Helstrup veniva schierato come centrocampista, ma all'occorrenza poteva essere impiegato anche come terzino destro. Veniva descritto come un calciatore con una buona tecnica di base, dotato di velocità e con un buon tiro.

## Carriera

### Giocatore

#### Club
Helstrup è cresciuto nelle giovanili del Krokelvdalen all'età di 7 anni, per poi entrare a far parte di quelle del Tromsdalen a 15. Ha debuttato nella prima squadra del club nel 1994, a 18 anni.
È passato al Tromsø in vista del campionato 1998. Ha esordito con questa maglia, nella massima divisione locale, in data 3 maggio: ha sostituito Svein Johansen nella sconfitta per 2-1 subita sul campo del Lillestrøm. Il 13 maggio 1999 ha realizzato la prima rete in Eliteserien, nella vittoria per 5-0 sull'Odd Grenland.
È rimasto in squadra anche per il campionato 2000, annata in cui non ha trovato continuità a causa degli infortuni. È stato quindi ceduto al Tromsdalen per le ultime sei partite stagionali, con la formula del prestito.
In vista della stagione 2001, Helstrup è stato ceduto dal Tromsø all'Haugesund, in 1. divisjon: il suo vecchio club si è comunque assicurato un'opzione per il riacquisto del giocatore. Ha debuttato con la nuova maglia il 21 aprile 2001, in occasione della sconfitta per 3-0 subita in casa del Vålerenga.
L'anno successivo, Helstrup ha fatto ritorno al Tromsdalen, dove è rimasto fino al 2006, anno in cui si è ritirato dall'attività agonistica.

### Allenatore
In seguito alla sua carriera da calciatore, Helstrup ha intrapreso quella da allenatore. Tra il 2009 e il 2010 è stato l'assistente di Morten Pedersen al Tromsdalen, per poi diventare l'allenatore della squadra a partire dal 2011. Nel campionato 2018 ha condotto la squadra al 7º posto finale, miglior piazzamento della storia del Tromsdalen.
Il 29 novembre 2018, Helstrup è stato nominato nuovo allenatore dell'HamKam: ha firmato un accordo biennale, valido a partire da gennaio 2019. Il club ha chiuso l'annata al 10º posto.
Il 19 maggio 2020, il Tromsø ha raggiunto un accordo con l'HamKam che ha permesso che Helstrup potesse diventare il nuovo allenatore della squadra. In quello stesso campionato, ha guidato il club alla promozione in Eliteserien.
Il 2 gennaio 2023 ha lasciato la guida del Tromsø per entrare a far parte dello staff tecnico di Kjetil Knutsen al Bodø/Glimt, con un contratto quadriennale.

## Statistiche

### Presenze e reti nei club
| Stagione          | Club              | Campionato        | Campionato | Campionato | Coppe nazionali | Coppe nazionali | Coppe nazionali | Coppe continentali | Coppe continentali | Coppe continentali | Supercoppe | Supercoppe | Supercoppe | Totale | Totale |
| Stagione          | Club              | Comp              | Pres       | Reti       | Comp            | Pres            | Reti            | Comp               | Pres               | Reti               | Comp       | Pres       | Reti       | Pres   | Reti   |
| ----------------- | ----------------- | ----------------- | ---------- | ---------- | --------------- | --------------- | --------------- | ------------------ | ------------------ | ------------------ | ---------- | ---------- | ---------- | ------ | ------ |
| 1994              | Tromsdalen        | 1D                | ?          | ?          | CN              | ?               | ?               | -                  | -                  | -                  | -          | -          | -          | ?      | ?      |
| 1995              | Tromsdalen        | 1D                | ?          | ?          | CN              | ?               | ?               | -                  | -                  | -                  | -          | -          | -          | ?      | ?      |
| 1996              | Tromsdalen        | 1D                | ?          | ?          | CN              | ?               | ?               | -                  | -                  | -                  | -          | -          | -          | ?      | ?      |
| 1997              | Tromsdalen        | 2D                | ?          | ?          | CN              | ?               | ?               | -                  | -                  | -                  | -          | -          | -          | ?      | ?      |
| 1998              | Tromsø            | ES                | 6          | 0          | CN              | 0               | 0               | -                  | -                  | -                  | -          | -          | -          | 6      | 0      |
| 1999              | Tromsø            | ES                | 17         | 1          | CN              | 4               | 1               | -                  | -                  | -                  | -          | -          | -          | 21     | 2      |
| gen.-lug. 2000    | Tromsø            | ES                | 8          | 0          | CN              | 0               | 0               | -                  | -                  | -                  | -          | -          | -          | 8      | 0      |
| Totale Tromsø     | Totale Tromsø     | Totale Tromsø     | 31         | 1          |                 | 4               | 1               |                    | -                  | -                  |            | -          | -          | 35     | 2      |
| lug.-dic. 2000    | Tromsdalen        | 1D                | 6          | 0          | CN              | -               | -               | -                  | -                  | -                  | -          | -          | -          | ?      | ?      |
| 2001              | Haugesund         | 1D                | 23         | 0          | CN              | 1               | 0               | -                  | -                  | -                  | -          | -          | -          | 24     | 0      |
| 2002              | Tromsdalen        | 1D                | 18         | 1          | CN              | 1               | 0               | -                  | -                  | -                  | -          | -          | -          | 19     | 1      |
| 2003              | Tromsdalen        | 2D                | ?          | ?          | CN              | ?               | ?               | -                  | -                  | -                  | -          | -          | -          | ?      | ?      |
| 2004              | Tromsdalen        | 1D                | 24         | 0          | CN              | 1               | 0               | -                  | -                  | -                  | -          | -          | -          | 25     | 0      |
| 2005              | Tromsdalen        | 2D                | ?          | ?          | CN              | 2               | 0               | -                  | -                  | -                  | -          | -          | -          | 2+     | 0+     |
| 2006              | Tromsdalen        | 1D                | 3          | 0          | CN              | 0               | 0               | -                  | -                  | -                  | -          | -          | -          | 3      | 0      |
| Totale Tromsdalen | Totale Tromsdalen | Totale Tromsdalen | ?          | ?          |                 | ?               | ?               |                    | -                  | -                  |            | -          | -          | ?      | ?      |
| Totale            | Totale            | Totale            | ?          | ?          |                 | ?               | ?               |                    | -                  | -                  |            | -          | -          | ?      | ?      |